# Хлебников, Пётр Алексеевич
Пётр Алексеевич Хлебников (1829 — после 1914?) — профессор Императорской медико-хирургической академии, переводчик.

## Биография
Родился в 1829 году в первом браке астраханского купца первой гильдии Алексея Ивановича Хлебникова. После смерти матери Натальи Михайловны (30.07.1843) отец вторично женился и в этом браке родилось четверо детей, в числе которых был отец Велимира Хлебникова Владимир Алексеевич Хлебников — орнитолог и основатель Астраханского заповедника.
После окончания в 1851 году физико-математического факультета Казанского университета поступил на 3-й курс Императорской медико-хирургической академии. В 1854 году получив степень лекаря начал службу во 2-м сухопутном госпитале.
В начале Крымской войны, по своей личной просьбе, был взят профессором Н. И. Пироговым в Севастополь, где оставался до июля 1855 года. Осенью 1855 года вернулся с Пироговым в Крым.
В мае 1856 года был оставлен при Медико-хирургической академии в числе 36 врачей, для усовершенствования и в 1858 году получил в ней степень доктора медицины за диссертацию «Опыт исторического изложения учения о клеточке в анатомическом и физиологическом отношениях». В мае 1861 года был избран адъюнктом к профессору физики А. А. Измайлову, после выхода которого в отставку, в 1864 году был избран ординарным профессором физики и физической географии Медико-хирургической академии. Преподавание физики при нём приняло экспериментальный характер. По его ходатайству физический кабинет пополнился новыми коллекциями приборов, фотографическим павильоном; в академию был приглашён в помощь особый механик. С октября 1870 года Хлебников стал издавать журнал «Знание».
Неоднократно ездил за границу, слушал лекции известных учёных, переводил и издавал их труды.
В 1872 году Хлебников тяжко заболел и в 1873 году оставил службу, а издание журнала передал Д. А. Коропчевскому. Для лечения уехал в 1873 году вместе с дочерью Натальей за границу. Вторым браком женился на своей племяннице. Жил во Франции, около Бордо. В ноябре-декабре 1908 года приехал на лечение в Одессу, где неожиданно встретился со своим младшим братом Владимиром Алексеевичем.